# Josipa Pleslić
Josipa Pleslić (rođena kao Čulina, u prethodnom braku Rimac; Lukar, 25. veljače 1980.), hrvatska je bivša političarka i bivša gradonačelnica Knina.

## Životopis

### Obrazovanje
Prva četiri razreda osnovne škole završila je u Kninu koji zbog ratnih zbivanja napušta 1990. godine. Školovanje nastavlja u Oklaju (Promina) do rujna 1991. godine. Po struci je stručna specijalistica turističkog menadžmenta. Završila je Veleučilište VERN' u Zagrebu.

## Politička karijera
Bivša je članica je Županijskog odbora HDZ-a Šibensko-kninske županije.

## Osobni život
Bila je u braku s Danijelom Rimcom te se za njega udala s dvadeset godina. Majka je jedne kćeri. Govori engleski jezik. Napisala je knjigu 'Mater i ćaća pet kćeri' i posvetila je majci koja je umrla od koronavirusa dok joj je kći bila u pritvoru.

## Kontroverze
Dana 25. rujna 2015. godine Hrvatski sabor je jednoglasno i bez debate oduzeo Josipi Rimac politički imunitet, pritom dozvoljavajući državnom odvjetništvu nastavak istrage protiv nje za sumnju da je nezakonito pribavila stan novcem iz državnog proračuna, dok je služila kao gradonačelnica Knina. U ožujku 2018. godine Josipa Rimac imenovana je čelnicom radne skupine za izradu novog zakona o sprječavanju sukoba interesa.
U lipnju 2020. godine Rimac je uhićena pod sumnjom korupcije.
Optužena je za namještanje državnih ispita, nezakonitu dodjelu potpora i korupciju u aferi s vjetroelektranama. Poruke koje je razmjenjivala otkrile su moguću korupcije među pojedinim članovima Vlade.